# Bucculatrix myricae
Bucculatrix myricae is een vlinder uit de familie ooglapmotten (Bucculatricidae). De wetenschappelijke naam is voor het eerst geldig gepubliceerd in 1879 door Ragonot.
De soort komt voor in Europa.